# Liste des orgues de Poitou-Charentes classés dans la base Palissy des monuments historiques

## Méthodologie
Cette liste prend en compte les orgues de Poitou-Charentes classés uniquement, au titre objet ou immeuble, que ce soit pour leur buffet ou leur partie instrumentale et répertoriés dans la base Palissy des Monuments historiques de France. La section Reprises recense les modifications les plus importantes. Dans certains cas le classement du buffet intègre également la tribune. À défaut de précision, le classement est réputé acquis au titre objet (cas le plus fréquent) mais les initiales I.D. signifient au titre Immeuble par Destination et I. au titre Immeuble.

## Liste
| Localisation                                    | Construction | Reprises                                          | Buffet                                                  | Instrument                   | Illustration |
| ----------------------------------------------- | --- | ------------------------------------------------- | ------------------------------------------------------- | ---------------------------- | ------------ |
| Airvault, abbatiale Saint-Pierre                | Orgue à cylindres, école de Mirecourt vers 1830, racheté 1839 | Restauré Alain Faye 2011                          |                                                         | Notice no PM79000270         |              |
| Angoulême, cathédrale Saint-Pierre              | Simon-Pierre Miocque 1784 dans buffet menuisier Croizeau 1783, reconstruit Nicolas HENRY 1848, puis Maurice Puget 1931 enfin Beuchet-Debierre 1965 sous l'égide de Maurice Duruflé                  | Démonté en partie, en attendant restauration 2014 | Notice no PM16000012                                    |                              |              |
| Angoulême, Saint-André, tribune                 | Louis Debierre 1889 dans buffet XVIIIe siècle, modifié Robert Boisseau 1943 | Agrandi à 20 jeux Alain THOMAS 1980               | Notice no PM16000414                                    |                              |              |
| Angoulême, Saint-André, chœur                   | cabinet d'orgue anglais début XIXe siècle |                                                   | Notice no PM16000335                                    |                              |              |
| Angoulême, St-Jacques-de-Lhoumeau               | Schweard 1787 bénédictines St Ausone à Angoulême, transféré 1803, restauré Leymarie & Trouillet 1847, agrandi A.Cavaillé-Coll 1892, restauré Gloton 1930                                            | Restauré Beuchet-Debierre 1974, inconnu 2014      | Notice no PM16000020                                    | Notice no PM16000418 Inscrit |              |
| Jonzac, Saint-Gervais & Saint-Protais           | Gaston Maille 1888, restauré Robert Boisseau 1937, Jean-Georges Kœnig 1978 | Restauré vers 2008                                | Notice no PM17000846                                    | Notice no PM17000845 Inscrit |              |
| La Rochelle, cathédrale Saint-Louis, tribune    | Joseph Merklin & Friedrich Schütze 1867, buffet 1869, relevé Patissou 1953, restauré Bernard Raupp 1991-1995                                                                                        | Révisé Jean-Pascal Villard 2004                   |                                                         | Notice no PM17000353         |              |
| La Rochelle, cathédrale Saint-Louis, chœur      | Merklin-Schutze, 1860 dans le chœur nouvellement construit, restauré SIMON S.A.R.L. | Jean-Pascal Villard 2001                          | Notice no PM17000850                                    | Notice no PM17000849         |              |
| La Rochelle, Saint-Sauveur                      | Louis Debierre installe 1904 orgue du flamand Van Bever de l'Institution Ste-Eustelle des Sœurs de Chavagnes à La Rochelle, dans buffet de l'orgue de, probablement, Pierre-Simon Miocque vers 1780 | Projet reconstruction depuis 2009                 | Notice no PM17000294                                    |                              |              |
| Loudun, St Pierre-de-Martray                    | Daublaine & Callinet 1840, restauré Jean-François Muno années 1980 | Restauré 2010                                     |                                                         | Notice no PM86000271         |              |
| Marennes, St Pierre-de-Sales                    | cabinet d'orgue anonyme 1840-50, révisé Deliancourt 1964, déplacé dans transept nord au sol Dominique Oberthür 1987                                                                                 |                                                   |                                                         | Notice no PM17000193         |              |
| Montmorillon, Saint-Martial                     | Georges Wenner 1880, état d'origine | Restauré Claude Madigout 1995                     |                                                         | Notice no PM86000344         |              |
| Niort, Notre-Dame                               | Daublaine&Callinet 1841, modifié Ducroquet 1853, mécanisme modernisé Georges Wenner1882,relevé Jacquot-Lavergne1960                                                                                 | Restauré Henry Saby 2000                          |                                                         | Notice no PM79000100         |              |
| Parthenay, Sainte-Croix                         | Louis Debierre 1891, modifié Robert Boisseau 1942, puis Beuchet-Debierre 1976 | Restauré Nicolas Toussaint 2012                   | Notice no PM79000317                                    | Notice no PM79000318         |              |
| Poitiers, cathédrale St Pierre                  | François-Henri Clicquot & son fils Claude-François 1790, relevé Jean-Loup Boisseau & Bertrand Cattiaux 1994                                                                                         |                                                   | Notice no PM86000427 menuisier Favre, sculpteur Berthon | Notice no PM86000428         |              |
| Poitiers, Saint-Hilaire                         | Gaston Maille 1884, modifié Louis Debierre 1902 | Restauré Gérard Bancells 2006                     |                                                         | Notice no PM86000540         |              |
| Poitiers, St-Jean-de-Montierneuf                | Joseph Merklin 1866, restauré Jean-Loup Boisseau & Bertrand Cattiaux 1986 |                                                   |                                                         | Notice no PM86000534         |              |
| Royan, Notre-Dame                               | Robert Boisseau 1964 qui ajoute Récit 1969, démonté pour être rénové durant restauration église 04/2012                                                                                             |                                                   | Orgue sans buffet                                       | Notice no PM17000854         |              |
| Saintes, cathédrale Saint-Pierre de Saintes     | Jehan Ourry 1627, agrandi & modifié XVIIIe siècle, restauré Pierre Chéron & Yves Sévère 1979-85 | Fermée durée inconnue 06/2012                     | Notice no PM17000477                                    | Notice no PM17000482         |              |
| Saintes, Saint-Vivien                           | Georges Wenner 1874 dans buffet préexistant, harmonisation Philibert Ferlet, restauré Beuchet-Debierre 1958                                                                                         | Accord général S.A.T.F.O. 1985                    |                                                         | Notice no PM17000651         |              |
| Saint-Jean-d'Angély, abbatiale St-Jean-Baptiste | Trouillet & Beauruin 1849, restauré Georges Wenner 1872, démonté & remonté Henri Goydadin 1900 pour réfection église                                                                                | Restauré Jean-François Muno 1987                  |                                                         | Notice no PM17000395         |              |
| Saint-Maixent-l'École, abbatiale Saint-Léger    | Charles Spackmann Barker & Charles Verschneider 1865, restauré Robert Boisseau 1941 | Restauré Jean Renaud 1977                         |                                                         | Notice no PM79000251         |              |
| Saint-Pierre-d'Oléron, Saint-Pierre             | Anonyme XVIIIe siècle à Laval, installé en 1846, agrandi Aristide Cavaillé-Coll 1861 | Restauré 1989 Alain Sals                          |                                                         | Notice no PM17000450         |              |

## Sources
- Base Palissy des Monuments historiques de France
- Orgues en Poitou-Charentes, ARDIAMC, chez EDISUD,  (ISBN 2-85744-474-5)